# Avernes-sous-Exmes
Avernes-sous-Exmes est une ancienne commune française, située dans le département de l'Orne en région Normandie, peuplée de 81 habitants.
Au 1er janvier 2017,  Avernes-sous-Exmes est devenu commune déléguée de la commune nouvelle Gouffern en Auge.

## Géographie
| Omméel, Villebadin | Saint-Pierre-la-Rivière | Ménil-Hubert-en-Exmes            |
| Villebadin         | Avernes-sous-Exmes      | Ménil-Hubert-en-Exmes, Courménil |
| Villebadin, Exmes  | Exmes, Courménil        | Courménil                        |

## Toponymie
Le nom de la localité est attesté sous les formes Auvernes vers 1335, Avernes en 1373. La commune a porté le nom d'Avernes jusqu'en 1830[réf. nécessaire], date à laquelle elle devient par décret Avernes-sous-Exmes pour la distinguer de celle d'Avernes près de Vimoutiers qui devient à la même époque Avernes-Saint-Gourgon.
Pour Albert Dauzat, il est peut-être issu du gaulois areverno- ou un type toponymique semblable au latin Averna, tandis que René Lepelley y décèle le germanique afisna « pâturage », comme pour Avesnes ; le s aurait été ici altéré en r, selon un phénomène fréquemment observé en phonétique française. On trouve en vieil anglais un terme æfesn « pâturage », issu du germanique commun.
Avernes est-il un ancien *Avesnes, comme Avernes-Saint-Gourgon, Orne, Avesnis en 1214) et semblable aux nombreux Avesnes de Haute-Normandie et du Nord de la France ?
 L'absence de formes suffisamment anciennes rend peu sûre une interprétation du toponyme dans ce sens, cependant il est probable qu'il faille exclure les propositions d'Albert Dauzat dans la mesure où il ne connaissait pas de formes anciennes (il n'en cite aucune, contrairement à son habitude), car on ne trouve pas trace d'un hypothétique *Arvernes : il n'y a jamais de r devant le v. Par comparaison avec les formes plus anciennes des autres Avernes comme Avernes-Saint-Gourgon déjà évoqué et le composé Authevernes (Eure, Altavesne en 1051 - 1056), la proposition de René lepelley empruntée à François de Beaurepaire est plus forte.
Le déterminant complémentaire sous-Exmes est celui de la commune d'Exmes, limitrophe au sud.
Le gentilé est Avernais.

## Histoire
Le dernier seigneur en était Jean-Jacques, comte de Beausobre et marquis de Brisseuil, seigneur de Grébert, la Folie, les Basses-Londes, Croisilles, etc. par permission spéciale du roi, né le 15 mars 1704, maréchal de camp et lieutenant-général d'armée ; il est chevalier (1738) puis grand-croix de l'ordre de l'Aigle rouge de Brandebourg (1765). Il se retire et meurt au château de Brisseuil.
En 1821, Avernes-sous-Exmes (252 habitants) absorbe Grebert (120 habitants).

## Politique et administration
| Période                                  | Période       | Identité            | Étiquette | Qualité                                         |
| ---------------------------------------- | ------------- | ------------------- | --------- | ----------------------------------------------- |
| Les données manquantes sont à compléter. |               |                     |           |                                                 |
| 1919                                     | après 1954    | Robert Soret        |           |                                                 |
| mars 1965                                | juin 1995     | René Lorphelin      |           | Agriculteur Chevalier du Mérite agricole (1972) |
| juin 1995                                | mars 2001     | Pierre Besnard      |           | Agriculteur                                     |
| mars 2001                                | mars 2008     | Marcel Pacory       | SE        | Contrôleur laitier                              |
| mars 2008                                | décembre 2016 | Claudine Poinsignon | SE        |                                                 |

Le conseil municipal était composé de sept membres dont le maire et deux adjoints.

## Démographie
L'évolution du nombre d'habitants est connue à travers les recensements de la population effectués dans la commune depuis 1793. À partir du 1er janvier 2009, les populations légales des communes sont publiées annuellement dans le cadre d'un recensement qui repose désormais sur une collecte d'information annuelle, concernant successivement tous les territoires communaux au cours d'une période de cinq ans. 
Pour les communes de moins de 10 000 habitants, une enquête de recensement portant sur toute la population est réalisée tous les cinq ans, les populations légales des années intermédiaires étant quant à elles estimées par interpolation ou extrapolation. Pour la commune, le premier recensement exhaustif entrant dans le cadre du nouveau dispositif a été réalisé en 2007,.
En 2021, la commune comptait 81 habitants, en évolution de −2,41 % par rapport à 2015 (Orne : −1,53 %, France hors Mayotte : +2,49 %).
Avernes-sous-Exmes a compté jusqu'à 314 habitants en 1841, mais les deux commune d'Avernes-sous-Exmes et Grébert, fusionnées en 1821, totalisaient alors 372 habitants. Avernes-sous-Exmes est la commune la moins peuplée du canton d'Exmes.
| 1793 | 1800 | 1806 | 1821 | 1836 | 1841 | 1846 | 1851 | 1856 |
| ---- | ---- | ---- | ---- | ---- | ---- | ---- | ---- | ---- |
| 241  | 245  | 270  | 252  | 297  | 314  | 256  | 271  | 261  |

| 1861 | 1866 | 1872 | 1876 | 1881 | 1886 | 1891 | 1896 | 1901 |
| ---- | ---- | ---- | ---- | ---- | ---- | ---- | ---- | ---- |
| 196  | 234  | 210  | 192  | 190  | 193  | 187  | 183  | 184  |

| 1906 | 1911 | 1921 | 1926 | 1931 | 1936 | 1946 | 1954 | 1962 |
| ---- | ---- | ---- | ---- | ---- | ---- | ---- | ---- | ---- |
| 176  | 154  | 137  | 125  | 119  | 142  | 130  | 125  | 126  |

| 1968 | 1975 | 1982 | 1990 | 1999 | 2007 | 2011 | 2016 | 2020 |
| ---- | ---- | ---- | ---- | ---- | ---- | ---- | ---- | ---- |
| 115  | 91   | 68   | 68   | 76   | 70   | 76   | 81   | 82   |

## Lieux et monuments
- Église Saint-Léger (XIIe, remaniée au XVIIIe) et son porche roman remarquable. Elle abrite une Vierge à l'Enfant et une statue de saint Roch avec un enfant et un chien du XVIIe siècle classées à titre d'objets aux Monuments historiques[14],[15].
- Ancien château seigneurial (XVe-XVIIIe).
- Ancien manoir des Loges (XVIIe).
- L'église Saint-Pierre de Grébert, qui datait du XVe siècle, a été détruite[16].

## Personnalités liées à la commune
- Louis-Stanislas Estienne de Colleville, médecin et archéologue né au manoir des Loges (Avernes 1797-Le Bourg-Saint-Léonard 1883), auteur de nombreuses notes et études historiques publiées pour la plupart dans la revue de la Société des antiquaires de Normandie dont il était membre titulaire.
- Léon Bazalgette (Paris 1873-1928), écrivain et journaliste, premier biographe et traducteur de Walt Whitman et de Henry David Thoreau. Il y possédait une maison de campagne, le Moulin des Noés, où il passa l'été de 1900 à sa mort. Il est enterré dans le cimetière communal où sa tombe est toujours visible.